# ورزشکاران مستقل در المپیک تابستانی ۲۰۱۲
چهار ورزشکار مستقل المپیک در بازی‌های المپیک تابستانی ۲۰۱۲ در لندن، بریتانیا شرکت کردند. آنها ورزشکارانی از آنتیل هلند سابق و از ایالت تازه تأسیس سودان جنوبی بودند. این سومین باری بود که ورزشکاران به صورت مستقل در المپیک شرکت می‌کردند. هیچ یک از ورزشکاران موفق به کسب مدال المپیک نشدند.

## زمینه

### آنتیل هلند
کمیته ملی المپیک آنتیل هلند که قصد داشت پس از انحلال آنتیل هلند در اکتبر ۲۰۱۰ به فعالیت خود ادامه دهد، در نشست کمیته بین‌المللی المپیک در ژوئیه ۲۰۱۱ توسط کمیته اجرایی لغو شد. با این حال، ورزشکارانی از آنتیل هلند سابق واجد شرایط حضور در المپیک ۲۰۱۲ بودند. آنها اجازه داشتند به طور مستقل تحت پرچم المپیک شرکت کنند، علاوه بر امکان رقابت برای هلند (مانند چوراندی مارتینا) یا آروبا (چون ملیت هلندی دارند). در نهایت، سه ورزشکار از آنتیل هلند به عنوان ورزشکاران مستقل المپیک شرکت کردند.

### سودان جنوبی
سودان جنوبی در ژوئیه ۲۰۱۱ استقلال خود را از سودان به دست آورد. این کشور از بازی‌های المپیک تابستانی ۲۰۱۲، کمیته ملی المپیک تشکیل نداده بود. بنابراین ورزشکاران این کشور نتوانستند با عضویت کمیته ملی المپیک (NOC) رقابت کنند. گور ماریال از این کشور به ماراتن مردان راه یافت و به عنوان یک ورزشکار المپیکی مستقل شرکت کرد.

## مراسم افتتاحیه
بروکلین کرلین پرچمدار این تیم در مراسم افتتاحیه بود. او توسط همسالانش به عنوان نماینده «سازندگان المپیک» انتخاب شد. هانا بیلز، یکی از بازیگران مراسم لندن ۲۰۱۲، که همچنین یک داوطلب بود، برای حمل پلاکارد ورزشکاران مستقل المپیک انتخاب شد.

## شرکت کنندگان
| ورزش             | مردان | زنان | کل |
| ---------------- | ----- | ---- | -- |
| دو و میدانی      | ۲     | ۰    | ۲  |
| جودو             | ۱     | ۰    | ۱  |
| قایقرانی بادبانی | ۰     | ۱    | ۱  |
| کل               | ۳     | ۱    | ۴  |

## دو و میدانی
مردان
| ورزشکار           | اهل         | رویداد  | مقدماتی | مقدماتی | نیمه‌نهایی | نیمه‌نهایی | فینال     | فینال     |
| ورزشکار           | اهل         | رویداد  | زمان    | رتبه    | زمان      | رتبه      | زمان      | رتبه      |
| ----------------- | ----------- | ------- | ------- | ------- | --------- | --------- | --------- | --------- |
| لیماروین بونواسیا | کوراسائو    | ۴۰۰ متر | ۴۵.۶۰   | ۳       | ۱:۳۶.۴۲   | ۸         | راه نیافت | راه نیافت |
| گور ماریال        | سودان جنوبی | ماراتن  | —       | —       | —         | —         | ۲:۱۹:۳۲   | ۴۷        |

## جودو
| ورزشکار          | اهل      | رویداد     | ۱/۶۴ نهایی | ۱/۳۲ نهایی                      | ۱/۱۶ نهایی | یک‌چهارم نهایی | نیمه‌نهایی  | شانس مجدد  | فینال / م‌ب | فینال / م‌ب |
| ورزشکار          | اهل      | رویداد     | حریف نتیجه | حریف نتیجه                      | حریف نتیجه | حریف نتیجه    | حریف نتیجه | حریف نتیجه | حریف نتیجه | رتبه       |
| ---------------- | -------- | ---------- | ---------- | ------------------------------- | ---------- | ------------- | ---------- | ---------- | ---------- | ---------- |
| رجینالد دی ویندت | کوراسائو | ۸۱ کیلوگرم | Bye        | نیفونتوف (RUS) · شکست ۰۰۰۴–۱۰۰۰ | راه نیافت  | راه نیافت     | راه نیافت  | راه نیافت  | راه نیافت  | راه نیافت  |

## قایقرانی بادبانی
زنان
| ورزشکار            | اهل      | رویداد      | مسابقه | مسابقه | مسابقه | مسابقه | مسابقه | مسابقه | مسابقه | مسابقه | مسابقه | مسابقه | امتیاز | رتبه |
| ورزشکار            | اهل      | رویداد      | ۱      | ۲      | ۳      | ۴      | ۵      | ۶      | ۷      | ۸      | ۹      | ۱۰     | امتیاز | رتبه |
| ------------------ | -------- | ----------- | ------ | ------ | ------ | ------ | ------ | ------ | ------ | ------ | ------ | ------ | ------ | ---- |
| فیلیپین فان آنهولت | کوراسائو | لیزر رادیال | ۳۶     | ۳۸     | ۳۸     | ۲۹     | ۳۳     | ۳۷     | ۱۶     | ۲۷     | ۴۲     | ۳۷     | ۲۹۱    | ۳۶   |